# Menoncourt
Menoncourt es una comuna francesa situada en el departamento del Territorio de Belfort, de la región de Borgoña-Franco Condado.
Los habitantes se llaman Menoncourtois.

## Geografía
Está ubicada a 8 km al noreste de Belfort.

## Demografía
| 137 | 146 | 188 | 239 | 281 | 356 | 380 | 426 | 397 |
| Para los censos de 1962 a 1999 la población legal corresponde a la población sin duplicidades (Fuente: INSEE [Consultar]) |     |     |     |     |     |     |     |     |